# Pierre II de Tarentaise
Pour les articles homonymes, voir Saint Pierre, Pierre de Tarentaise et Pierre II.
Pierre de Tarentaise (en latin Petrus Tarentasiensis), né vers 1102 à Saint-Maurice-l'Exil (Dauphiné) et mort le 14 septembre 1174 en l'abbaye Notre-Dame de Bellevaux, est un moine cistercien du XIIe siècle, nommé archevêque de Tarentaise sous le nom de Pierre II.
Canonisé en 1191, ce saint catholique est commémoré le 14 septembre ou localement le 8 mai.

## Biographie

### Origines et vocation monastique
Pierre dit de Tarentaise serait originaire de Saint-Maurice, près de Vienne, situé dans le diocèse de Vienne,,. Joseph-Antoine Besson (1759) indique que Pierre a 20 ans en 1118 lorsqu'il entre dans les ordres. Son année de naissance serait 1102,,. Le site nominis.cef.fr n'avance aucune date, ne citant qu'un extrait d'une Notice du diocèse de Besançon concernant saint Pierre de Tarentaise donnant « Né en 1101 ».
Sa famille est dite modeste, toutefois cette version est remise en cause notamment par le père Anselme Dimier, moine de Tamié, dans son ouvrage Saint Pierre de Tarentaise : essai historique(1935). Il a un frère abbé de Chézery, saint Lambert, et un autre qui est moine à Bonnevaux. Sa mère, suivie par l'une de ses sœurs, mène les premières religieuses du monastère du Betton, vers 1132,.
En 1121, il entre au monastère de Bonnevaux,. À la demande de Pierre Ier de Tarentaise, il devient le premier abbé de l'abbaye Notre-Dame de Tamié, sur une terre offerte par la famille de Chevron, en 1132,.

### Archevêque de Tarentaise
Pierre est appelé par le Chapitre de Moûtiers, pour devenir archevêque de Tarentaise. Il ne semble pas enthousiaste à cette nomination et n'accepte qu'après « l'injonction formelle du chapitre général de Cîteaux » (Roubert, 1961). Besson a donné l'année 1138 pour accession, tandis que l'on donne plus couramment l'année 1141, au mois de septembre,. Il succède à I(d)sraël, déchu par Rome et qualifié d'usurpateur,, ancien chapelain du comte d'Amédée III. Ce dernier incarne dans la Vita sancti Petri, le mauvais évêque, préoccupé par les affaires temporelles et insouciant de ses devoirs pastoraux. Celui-ci a un rôle de faire-valoir, puisqu'il met en valeur la tâche de réformateur de Saint Pierre. Il est nommé Pierre II, car suivant le bienheureux Pierre Ier (1132-1140).
Dès sa nomination, il aurait pris une décision à l'origine de sa réputation. Il aurait ordonné que pendant 28 jours au mois de mai, il soit désormais servi une soupe aux plus démunis. Le mois de mai étant un mois charnière, le plus difficile pour les plus pauvres, car les réserves de l'hiver étaient épuisées, il fallait qu'ils survivent jusqu'aux premières récoltes. Cette soupe, une pauvre pitance, était faite avec ce qu'il restait en victuailles (essentiellement de vieux légumes, du gras et du pain), mais elle permettait aux indigents de survivre. Geoffroy d'Auxerre relate cet épisode ainsi « Sa demeure fut en toutes saisons un véritable hospice, mais au plus haut degré pendant les trois mois qui précèdent la moisson, où les vivres risquent le plus de manquer, surtout dans les montagnes aux terrains rocheux. Il avait décidé que chaque année, il y aurait une aumône générale et que tous les jours la multitude venant de toutes parts serait restaurée avec du pain et un mets l'accompagnant. » Il s'agit de l'aumône dite du « Pain de mai », dont il serait le fondateur, qui est racontée comme un récit légendaire,. Toutefois, Jean-Paul Bergeri énumère trois éléments du récit Geoffroy d'Auxerre pouvant prouver un fondement à cette légende : l'ensemble correspond aux qualités caritatives prêtées à Pierre de Tarentaise ; les « trois mois qui précèdent la moisson » correspondent aux mois précédent celui d'août ce qui fait que cette opération débutait au mois de mai ; enfin cette pratique se rapporte au « chaudron de la charité » situé au siège de l'archevêché dont parle d'anciens documents.

### Service épiscopal
Fidèle à sa vocation monastique, il ne porte pas son costume ecclésiastique, mais garde sa tunique de moine. Il redresse l'administration et les finances de l'archevêché.
Durant le schisme provoqué par Frédéric Barberousse, il œuvra pour le pape légitime Alexandre III. Il exerça en outre sur les grands de ce monde, une influence pacificatrice. Il intervient ainsi auprès des monastères, des comtes de Savoie, mais aussi en tant que légat du Pape pour pacifier la situation entre le roi de France, Louis VII de France, le roi d'Angleterre, Henri II de Plantagenêt et son fils Richard Coeur de Lion, à propos notamment du mariage de ce dernier. En effet, Richard Cœur de Lion était promis en mariage à la fille de Louis VII, mais celle-ci lui fut volée par son père Henri II Plantagenêt, qui en fit sa maîtresse, complexifiant ainsi les relations familiales et diplomatiques.
Au retour d'une de ses missions, il s'arrête, épuisé, à l'abbaye de Bellevaux pour y mourir en 1174, au milieu de ses frères cisterciens. À 2 km de l'abbaye Notre-Dame de Bellevaux (Haute-Saône), en direction de Chambornay, sous la croix dite "Croix de St-Pierre", on trouve la "source de St-Pierre" où il s'arrêta pour étancher sa soif et commencer son agonie. La dévotion populaire attribue parfois à cette eau une vertu surnaturelle.

## Vénération
À la suite des pèlerinages sur son tombeau et de la constatation de miracles, le pape Célestin III canonise Pierre par la bulle du 10 mai 1191, et fixe sa fête au 8 mai.
Notons qu'elle fut fixée au 11 septembre (anniversaire de l'exhumation du corps saint), (le site nominis donne le 14 septembre), puis avancée au 8 mai (date de sa mort) ou encore au 10 mai (jour de la canonisation),.
Le corps de Saint Pierre ne tarda pas à être partagé et dispersé pour satisfaire les communautés qui revendiquaient ses reliques. Bellevaux ne conserva alors dans le sarcophage que la partie inférieure du corps depuis le bassin et dans ce buste doré, à l'autel de gauche de l'église de Cirey. L'évêché de Tarentaise reçu la partie supérieure du corps, le bras droit fut donné à l'abbaye de Cîteaux et le bras gauche à celle de Tamié.

## Épitaphe
Stripe viennensis, fuit abbas stamediensis
Maximus alpensis præsul Tarentasiensis
Anno Milleno centeno septuageno.
Quarto transivit, ad coelos Petrus ivit

## Confusions
Il est parfois confondu avec le premier Pierre de Tarentaise (Bienheureux Pierre l'Ancien, également appelé saint Pierre Ier de Tarentaise), disciple de Bernard de Clairvaux et ancien abbé de la Ferté, évêque de Tarentaise entre 1124 et 1140.
Une autre confusion existe avec Pierre de Tarentaise, qui devient pape sous le nom de Innocent V le bienheureux, en 1276.

### Biographie
Ouvrages généraux
- Jacques Lovie, Histoire des diocèses de France : Chambéry, Tarentaise, Maurienne, vol. 11, Paris, Éditions Beauchesne, 1979, 299 p. (ISSN 0336-0539).
- Jean Prieur et Hyacinthe Vulliez, Saints et saintes de Savoie, La Fontaine de Siloé, 1999, 191 p. (ISBN 978-2-84206-465-5, lire en ligne), p. 35
- Jacqueline Roubert, « La seigneurie des Archevêques Comtes de Tarentaise du Xe au XVIe siècle », Mémoires de l'Académie des sciences, belles-lettres et arts de Savoie, impr. Chatelain (Chambéry), no 6, tome 5,‎ 1961, p. 235 (lire en ligne)

Ouvragés spécialisés
- Geoffroy d'Auxerre (ou de Clairvaux ou d'Hautecombe) rédige, à la demande du pape, Vie de saint Pierre (1102-1174).

Fondateur et premier abbé de Tamié, Archevêque de Tarentaise, 1184-85. Il en existe trois manuscrits, un à Troyes, un à Munster et un à Saint-Omer. La Vie est également transcrite en latin dans Godefridus Henschenius, Daniel Papebrocius, Acta sanctorum, 8 mai, tome 8 II, col 322C, p. 317, Paris, Victor Palmé, 1866. Il en existe deux traductions : l'une datant de 1876, faite par un moine de Lérins, et la seconde établit par Germain Roche en 1974.
- Chanoine Jacques Chevray (1795-1860), La vie de saint Pierre II, archevêque de Tarentaise, impr. de Simon (Baume), 1841, 312 pages (lire en ligne sur Gallica).
- Anselme Dimier, Saint Pierre de Tarentaise : essai historique, Abbaye Saint-Martin de Ligugé, 1935.
- Anselme Dimier, Bibliographie générale de l'ordre cistercien, Recueil de textes pour servir à l'histoire de Saint Pierre II de Tarentaise, La documentation cistercienne, vol 21, fascicule 4 bis, Rochefort, 1978.
- Pierre Duparc, « Les arbitrages de Saint Pierre de Tarentaise », bulletin d'histoire et d'archéologie (Amis de Viuz-Faverges), Faverges, vol. 3, no 9,‎ 1974, p. 1-9
- Marius Hudry, « Saint-Pierre de Tarentaise, culte et reliques », bulletin d'histoire et d'archéologie (Amis de Viuz-Faverges), Faverges, vol. 3, no 9,‎ 1974, p. 9-19
- Dom Le Nain, La Vie de Saint Pierre, 1685
- Henri Riguet, Printemps en chrétienté, L'aventure spirituelle de Saint Pierre de Tarentaise, éd. Abbaye de Tamié, Annecy, 1967.
- Odile Bebin-Langrognet, De Savoie en Comté : Saint Pierre de Tarentaise, Éditions L'Harmattan, coll. « Religions et Spiritualité », 2012, 192 p. (ISBN 978-2-296-47898-5, lire en ligne).